# ワスィーラ・ファドル・サアド
ワスィーラ・ファドル・サアド（アラビア語: وسيلة فضل سعد、Waseelah Fadhl Saad、1989年11月25日 - ）はイエメンの女子陸上競技選手。専門は短距離走。アデン出身。
2007年の大阪市での世界陸上競技選手権大会、2008年の北京オリンピックの代表に選ばれている。北京オリンピックでは13秒60の国内記録を樹立している。

## 自己ベスト
- 100m - 13秒60 (2008年8月16日、北京市)